# Port de Civitavecchia
Le port de Civitavecchia est un port multifonction situé à Civitavecchia, une ville métropolitaine de Rome Capitale. Port d' « Autoroute de la mer », c'est une importante plaque tournante pour le transport maritime en Italie, pour les marchandises et les passagers. Il est relié à plusieurs ports de la Méditerranée et représente l'un des principaux liens entre le continent italien et la Sardaigne.